# Tabangacris tetrigoides
Tabangacris tetrigoides är en insektsart som beskrevs av Sigfrid Ingrisch 1998. Tabangacris tetrigoides ingår i släktet Tabangacris och familjen vårtbitare. Inga underarter finns listade i Catalogue of Life.